# Third Division 1995-1996
La Football League Third Division 1995-1996, conosciuta anche con il nome di Endsleigh Third Division per motivi di sponsorizzazione, è stato il 38º campionato inglese di calcio di quarta divisione, nonché il 4º con la denominazione di Third Division. 
La stagione regolare ha avuto inizio il 12 agosto 1995 e si è conclusa il 4 maggio 1996, mentre i play off si sono svolti tra il 12 ed il 25 maggio 1996. Ad aggiudicarsi la vittoria è stato il Preston North End, al primo successo nella categoria. Le altre tre promozioni in Football League Second Division sono state invece conseguite dal Gillingham (2º classificato, che torna dopo otto anni nella serie superiore), dal Bury (3º classificato) e dal Plymouth Argyle (vincitore dei play off).
Capocannonieri del torneo sono stati Steve White (Hereford United) e Andy Saville (Preston North End) con 29 reti a testa.

## Stagione

### Novità
Al termine della stagione precedente, insieme ai campioni di lega del Carlisle United, salì direttamente in Second Division anche il Walsall (2º classificato). Mentre il Chesterfield che giunse al 3º posto, ottenne la promozione attraverso i play-off. L'Exeter City, ultimo classificato, riuscì invece ad evitare una seconda retrocessione consecutiva e fu riammesso al posto del Macclesfield Town (campione della Conference League), al quale fu negata la partecipazione alla Football League Third Division, perché non in possesso di uno stadio omologato per ospitare gare della Football League.
Queste tre squadre furono rimpiazzate dalla cinque retrocesse dalla Football League Second Division: Cambridge United, Plymouth Argyle (relegato per la prima volta nel quarto livello del calcio inglese), Cardiff City, Chester City e Leyton Orient, che riportarono a ventiquattro, il numero delle partecipanti al campionato.

### Formula
Le prime tre classificate venivano promosse direttamente in Football League Second Division, insieme alla vincente dei play off a cui partecipavano le squadre giunte dal 4º al 7º posto. Mentre l'ultima classificata retrocedeva in Conference League.

## Squadre partecipanti
| Squadra           | Città                           | Stadio              | Stagione precedente                                      |
| ----------------- | ------------------------------- | ------------------- | -------------------------------------------------------- |
| Barnet            | Londra (High Barnet)            | Underhill Stadium   | 11º posto in Football League Third Division              |
| Bury              | Bury                            | Gigg Lane           | 4º posto in Football League Third Division               |
| Cambridge United  | Cambridge                       | Abbey Stadium       | 20º posto in Football League Second Division, retrocesso |
| Cardiff City      | Cardiff                         | Ninian Park         | 22º posto in Football League Second Division, retrocesso |
| Chester City      | Chester                         | Deva Stadium        | 23º posto in Football League Second Division, retrocesso |
| Colchester United | Colchester                      | Layer Road          | 10º posto in Football League Third Division              |
| Darlington        | Darlington                      | Feethams Ground     | 20º posto in Football League Third Division              |
| Doncaster Rovers  | Doncaster                       | Belle Vue           | 9º posto in Football League Third Division               |
| Exeter City       | Exeter                          | St James Park       | 22º posto in Football League Third Division, riammesso   |
| Fulham            | Londra (Hammersmith and Fulham) | Craven Cottage      | 8º posto in Football League Third Division               |
| Gillingham        | Gillingham                      | Priestfield Stadium | 19º posto in Football League Third Division              |
| Hereford United   | Hereford                        | Edgar Street        | 16º posto in Football League Third Division              |
| Hartlepool United | Hartlepool                      | Victoria Park       | 18º posto in Football League Third Division              |
| Leyton Orient     | Londra (Leyton)                 | Brisbane Road       | 24º posto in Football League Second Division, retrocesso |
| Lincoln City      | Lincoln                         | Sincil Bank         | 12º posto in Football League Third Division              |
| Mansfield Town    | Mansfield                       | Field Mill          | 6º posto in Football League Third Division               |
| Northampton Town  | Northampton                     | Sixfields Stadium   | 17º posto in Football League Third Division              |
| Plymouth Argyle   | Plymouth                        | Home Park           | 21º posto in Football League Second Division, retrocesso |
| Preston North End | Preston                         | Deepdale            | 5º posto in Football League Third Division               |
| Rochdale          | Rochdale                        | Spotland Stadium    | 15º posto in Football League Third Division              |
| Scarborough       | Scarborough                     | Seamer Road         | 21º posto in Football League Third Division              |
| Scunthorpe United | Scunthorpe                      | Glanford Park       | 7º posto in Football League Third Division               |
| Torquay United    | Torquay                         | Plainmoor           | 13º posto in Football League Third Division              |
| Wigan Athletic    | Wigan                           | Springfield Park    | 14º posto in Football League Third Division              |

## Classifica finale
|  | Pos. | Squadra          | Pt | G  | V  | N  | P  | GF | GS | DR  |
|  | ---- | ---------------- | -- | -- | -- | -- | -- | -- | -- | --- |
|  | 1    | Preston N.E.     | 86 | 46 | 23 | 17 | 6  | 78 | 38 | +40 |
|  | 2    | Gillingham       | 83 | 46 | 22 | 17 | 7  | 49 | 20 | +29 |
|  | 3    | Bury             | 79 | 46 | 22 | 13 | 11 | 66 | 48 | +18 |
|  | 4    | Plymouth         | 78 | 46 | 22 | 12 | 12 | 68 | 49 | +19 |
|  | 5    | Darlington       | 67 | 46 | 20 | 18 | 8  | 60 | 42 | +18 |
|  | 6    | Hereford Utd     | 74 | 46 | 20 | 14 | 12 | 65 | 47 | +18 |
|  | 7    | Colchester Utd   | 72 | 46 | 18 | 18 | 10 | 61 | 51 | +10 |
|  | 8    | Chester City     | 70 | 46 | 18 | 16 | 12 | 72 | 53 | +19 |
|  | 9    | Barnet           | 61 | 46 | 18 | 16 | 12 | 65 | 45 | +20 |
|  | 10   | Wigan            | 58 | 46 | 20 | 10 | 16 | 62 | 56 | +6  |
|  | 11   | Northampton Town | 67 | 46 | 18 | 13 | 15 | 51 | 44 | +7  |
|  | 12   | Scunthorpe Utd   | 56 | 46 | 15 | 15 | 16 | 67 | 61 | +6  |
|  | 13   | Doncaster        | 59 | 46 | 16 | 11 | 19 | 49 | 60 | -11 |
|  | 14   | Exeter City      | 57 | 46 | 13 | 18 | 15 | 46 | 53 | -7  |
|  | 15   | Rochdale         | 55 | 46 | 14 | 13 | 19 | 57 | 61 | -4  |
|  | 16   | Cambridge Utd    | 54 | 46 | 14 | 12 | 20 | 61 | 71 | -10 |
|  | 17   | Fulham           | 53 | 46 | 12 | 17 | 17 | 57 | 63 | -6  |
|  | 18   | Lincoln City     | 53 | 46 | 13 | 14 | 19 | 57 | 73 | -16 |
|  | 19   | Mansfield Town   | 53 | 46 | 11 | 20 | 15 | 54 | 64 | -10 |
|  | 20   | Hartlepool Utd   | 49 | 46 | 12 | 13 | 21 | 47 | 67 | -20 |
|  | 21   | Leyton Orient    | 47 | 46 | 12 | 11 | 23 | 44 | 63 | -19 |
|  | 22   | Cardiff City     | 45 | 46 | 11 | 12 | 23 | 41 | 64 | -23 |
|  | 23   | Scarborough      | 40 | 46 | 8  | 16 | 22 | 39 | 69 | -30 |
|  | 24   | Torquay Utd      | 29 | 46 | 5  | 14 | 27 | 30 | 84 | -54 |

Legenda:
      Promosso in Football League Second Division 1996-1997.
  Ammesso ai play-off.
      Retrocesso in Conference League 1996-1997.
Regolamento:
Tre punti a vittoria, uno a pareggio, zero a sconfitta.
In caso di arrivo di due o più squadre a pari punti, la graduatoria verrà stilata secondo i seguenti criteri:
- maggior numero di gol segnati
- differenza reti

Note:

Il Torquay United è stato poi riammesso in Third Division 1996-1997.

## Spareggi

### Play-off

#### Tabellone
|  | Semifinali | Semifinali     | Semifinali | Semifinali | Semifinali |  |  | Finale     | Finale     | Finale |  |
|  |            |                |            |            |            |  |  |            |            |        |  |
|  | 7          | Colchester Utd | 1          | 1          | 2          |  |  |            |            |        |  |
|  | 4          | Plymouth       | 0          | 3          | 3          |  |  | Plymouth   | Plymouth   | 1      |  |
|  | 6          | Hereford Utd   | 1          | 1          | 2          |  |  | Darlington | Darlington | 0      |  |
|  | 5          | Darlington     | 2          | 2          | 4          |  |  |            |            |        |  |

#### Semifinali
|                   | Risultati |                   | Luogo e data               |
| ----------------- | --------- | ----------------- | -------------------------- |
| Colchester United | 1-0       | Plymouth Argyle   | Colchester, 12 maggio 1996 |
| Plymouth Argyle   | 3-1       | Colchester United | Plymouth, 15 maggio 1996   |
|                   |           |                   |                            |
| Hereford United   | 1-2       | Darlington        | Hereford, 12 maggio 1996   |
| Darlington        | 2-1       | Hereford United   | Darlington, 15 maggio 1996 |
|                   |           |                   |                            |

#### Finale
|                 | Risultati |            | Luogo e data                             |
| --------------- | --------- | ---------- | ---------------------------------------- |
| Plymouth Argyle | 1-0       | Darlington | Londra (Wembley Stadium), 25 maggio 1996 |
|                 |           |            |                                          |